# Dōkyō
Dōkyō (japonès: 道鏡)  (Wakae district, 700 - Shimotsuke Yakushi-ji, 13 de maig de 772) va ser un monjo japonès que va assolir el poder gràcies al favor de l'emperadriu Kōken (emperadriu Shōtoku) i es va convertir en un Daijō-daijin Zenji, el rang establert per a ell, i més tard es va convertir en un Hōō, el rang més alt del món religiós.
Va servir Ryoben a Tōdai-ji. Va ser afavorit per l'emperadriu retirada Kōken per alletar-la i curar la seva malaltia. Després de la rebel·lió de Fujiwara no Nakamaro, Kōken va tornar al tron com a emperadriu Shōtoku, i Dōkyō es va convertir en Daijō-daijin i després en Hōō, i va exercir un gran poder. També va intentar aprofitar l'oracle d'Usa Hachiman per assumir el càrrec d'emperador, però va ser bloquejat per Wake no Kiyomaro. Va perdre la seva posició després de la mort de l'emperadriu Shōtoku i va ser enviat a Shimotsuke Yakushi-ji.

## Joventut
Dōkyō va néixer a la província de Kawachi. La seva família, els Yuge no Muraji, formaven part de la noblesa provincial. Va ser ensenyat tant per un mestre confucià com per l'abat Gien de l'Eihei-ji. Amb Gien va aprendre sànscrit. Posteriorment, Dōkyō va viure com a ascètica durant diversos anys a la serralada Kongō a Honshu, on va practicar la meditació i els sutres; ambdues pràctiques estaven relacionades amb l'adquisició de poders màgics. El 748 està registrat com a Todai-ji sota Rōben, i el 749 va participar en una cerimònia de còpia de sutres a Nara, i tres anys després va ser cridat a la cort de Kōken.

## Ascens al poder
Quan Dōkyō va curar la malaltia de Kōken el 761, després d'haver abdicat el 758, va aconseguir un lloc segur i influent a la seva cort; inicialment el va considerar com el seu sanador i assessor espiritual, abans de recórrer a ell també per demanar consell polític. Segons alguns relats, també es va convertir en el seu amant. Quan l'emperador Junnin va intentar recriminar-la per aquest darrer tema, ella el va rebutjar i va concedir a Dōkyō més poders i autoritat. Ella el va nomenar shōsōzu (vicerector) l'any 763. Nakamaro, un favorit de Junnin i Canceller, es va enfadar per aquesta decisió, però va fracassar en el seu intent d'oposar-se a Dōkyō: va ser exiliat. Quan Kōken va tornar al tron com a Emperadriu Shōtoku després de la rebel·lió fallida de Fujiwara no Nakamaro, Dōkyō va ser nomenat daijō-daijin en un any, donant-li autoritat tant sobre els assumptes civils com els religiosos.

El 766, se li va concedir un nou càrrec, (hō-ō); el 767 aquesta posició es va modificar per incloure l'autoritat militar. L'any següent, el 768, Dōkyō va persuadir un oracle del santuari dels Estats Units a la província de Buzen perquè prediqués la pau al Japó si Dōkyō era nomenat emperador. Això va enfadar la classe dirigent, inclòs el poderós clan Fujiwara. Per tant, Wake no Kiyomaro va portar un segon oracle a Kyoto. Va afirmar:
| « | "Des de la constitució del nostre estat, la distinció entre senyor i súbdit s'ha fixat. Mai hi ha hagut una ocasió en què un súbdit fos nomenat senyor. El tron de la Successió del Sol Celestial serà donat a un del llinatge imperial; les persones malvades haurien de ser escombrades immediatament." | » |

En resposta al segon oracle, Dōkyō va enviar a Wake no Kiyomaro a l'exili a la província d'Ōsumi.

## Polítiques durant l'ascens
Durant aquest període, al màxim del seu poder polític i influència, Dōkyō va construir un temple a Yao, Osaka. Va ser patrocinat per Shōtoku. Els seus fonaments van ser descoberts per arqueòlegs el 2017. A més, els temples existents van rebre donacions extravagants i els projectes de construcció en curs es van accelerar i ampliar. El santuari dels Estats Units també va rebre subvencions de terres.
Dōkyō també va difondre activament els principis budistes i la pròpia religió. Es van promulgar lleis que prohibeixen la cria de gossos i falcons per a la caça, i la carn i el peix no van ser presentats a la taula de l'emperador.
A més, el poder dels grans clans, com els Fujiwara, es va veure reduït i limitat durant aquest període.

## Caiguda del poder i la mort
Quan l'emperadriu va morir el 770, Dōkyō va ser desposseït dels seus títols i desterrat de Nara, enviat a la província de Shimotsuke; el clan Fujiwara va reafirmar la seva autoritat tant sobre les institucions monàstiques com sobre el panorama polític més ampli.